# János Aczél
János D. Aczél (n. 26 decembrie 1924, Budapesta, Regatul Ungariei – d. 1 ianuarie 2020, Waterloo⁠(d), Ontario, Canada) a fost un matematician maghiar care a emigrat în Canada.
A fost profesor universitar la Debrețin.
Specializarea sa o constituie domeniul ecuațiilor funcționale.
În lucrările sale îl citează pe profesorul român Solomon Marcus.
Ecuațiile funcționale de tip Aczél au fost generalizate de C. E. Gheorghiu.

## Scrieri
- 1960: On cyclic equation
- 1958: Az 1957 évi Schweitzer Miklos matematikai emlék verseny
- 1960: Nomograme, Gewebe, und Quasigruppen